# 2 de juliol
El 2 de juliol és el cent vuitanta-tresè dia de l'any del calendari gregorià i el cent vuitanta-quatrè en els anys de traspàs. Resten 182 dies per a acabar l'any. Llevat dels anys de traspàs, és el dia central de l'any, perquè té 182 dies abans i 182 dies després. En els anys de traspàs, són els dies centrals el primer de juliol i el dos de juliol, també amb 182 dies abans i 182 dies després.

## Esdeveniments
Països Catalans
- 1855 - Barcelona: s'hi fa la Vaga general de 1855, la primera vaga general obrera de Catalunya.[1]

Resta del món
- 1747 - Riemst, Principat de Lieja: els francesos guanyen la batalla de Lafelt de la guerra de Successió Austríaca.
- 1816 - costa d'Arguin (Mauritània): naufragi de la fragata francesa La Medusa, amb 390 morts i 15 supervivents.
- 1839 - A vint milles de la costa de Cuba, es rebel·len 53 esclaus africans, amb Joseph Cinque al capdavant, i prenen el vaixell d'esclaus Amistad.
- 1876 - Montenegro declara la guerra a l'Imperi otomà.[2]
- 1881 - Washington D.C.: atemptat contra el president James Garfield, que acaba morint el 19 de setembre.
- 1900 - El primer dirigible vola sobre el llac Constança prop de Friedrichshafen, Alemanya.[3]
- 1934 - Mèxic: Lázaro Cárdenas guanya les eleccions presidencials de Mèxic.
- 1947 - S'especula que, aquest dia, un objecte, que podria ser un OVNI, s'hagués estavellat a Roswell (Nou Mèxic); segons la Força Aèria dels Estats Units d'Amèrica era un globus meteorològic.
- 1963 - Estats Units: es posen a la venda els primers números de The X-Men i The Avengers, amb data de portada setembre de 1963.
- 1974 - Estats Units: es produeix la primera aparició de Wolverine a l'última vinyeta de The Incredible Hulk nº 180.[4]
- 1976 - El Nord i el Sud del Vietnam s'uneixen per formar la República Socialista del Vietnam.
- 1985 - Guaiana francesaː L'Agència Espacial Europea llança la sonda Giotto, per estudiar el cometa de Halley.[5]
- 1993 - Sivas (Turquia): Massacre d'intel·lectuals alevis, perpetrada per una multitud sunnita que sortia de la pregària del divendres.[6]
- 2005 - Madrid (Espanya): es publica la Ley 13/2005 que permet el matrimoni homosexual a Espanya: és el tercer estat del món on es legalitza.
- 2007 - Marib, Iemen: Atac contra turistes al Iemen, contra turistes espanyols que visiten el temple de la reina de Sabà.
- 2008 - Colòmbia: Ingrid Betancourt i 14 ostatges de les FARC més són alliberats per les Forces Armades de Colòmbia.

## Naixements
Països Catalans
- 1884 - Hellín: Maria Baldó i Massanet, mestra, feminista, folklorista i política liberal, primera directora de l'escola La Farigola (m. 1964).[7]
- 1894 - Porrera: Carme Simó i Saco, mestra i pedagoga (m. 1982).[8]
- 1930 - la Garriga: Núria Albó i Corrons, escriptora i política catalana.[9]
- 1967 - Manlleu: Jordi Puntí i Garriga, escriptor, articulista i traductor català.[10]
- 1979 - Nador, Marroc: Najat El Hachmi, escriptora catalana i mitjancera cultural d'origen amazic.[11]
- 1988 - Barcelona: Porta (Christian Jiménez Bundo), raper català.
- 1990 - Crevillent, Alacant: Aitana Mas i Mas, enginyera d'obres públiques i política valenciana; ha estat Directora General de Transparència i Participació i la dona més jove a encapçalar una llista per a eleccions a Espanya.[12]

Resta del món
- 419 - Ravenna: Valentinià III, emperador romà d'Occident (424 - 455).
- 1714 - Erasbach, Alt Palatinat: Christoph Willibald Gluck, compositor alemany de l'època clàssica.
- 1747 - Abbeville: Rose Bertin, modista francesa del segle xviii, modista privada de Maria Antonieta (m. 1813).[13]
- 1790 - Nàpols, Regne de les Dues Sicílies: Leopold de Borbó-Dues Sicílies, príncep de Salern.
- 1825 - Marsella (França): Émile Ollivier, polític i home d'estat francès (m. 1913).[14]
- 1846 - West Meon, Hampshire: Marian Farquharson, naturalista britànica, activista pels drets de les dones (m. 1912).[15]
- 1862 - Wigton, Cumberland, Anglaterra: William Henry Bragg, físic anglès, Premi Nobel de Física.
- 1867 - Roma: Leopoldo Fregoli, actor, transformista i cantant italià (m. 1936).
- 1877 - Calw, Alemanya: Hermann Hesse, escriptor i filòsof suís, Premi Nobel de Literatura l'any 1946.[16]
- 1888 - Priluki, Imperi Rus: Selman Abraham Waksman, bioquímic, Premi Nobel de Medicina o Fisiologia de 1952 (m. 1973).[17]
- 1895 - Múnic, Alemanya: Hans Beimler, polític i milicià comunista alemany, militant de les Brigades Internacionals.
- 1896 - Santa Giuletta, Pavia, Itàlia: Quirino Cristiani, caricaturista i director d'animació argentí.
- 1903 - Sandringham, Anglaterra: Olaf V de Noruega, Rei de Noruega (1955-1991).
- 1903, 
  - Londres, Anglaterra: Alec Douglas-Home, polític anglès, Primer Ministre del Regne Unit (1963-1964) (m. 1995).[18]
  - New Brighton, Regne Unit: Walter Bryan Emery, egiptòleg anglès (m. 1971).[19]
- 1906 -
  - Estrasburg, França: Hans Bethe, físic alemany, nacionalitzat estatunidenc, guardonat amb el Premi Nobel de Física l'any 1967.[20]
  - Berna, Suïssa: Carmen Mory, espia al servei de l'Alemanya nazi durant la Segona Guerra Mundial (m. 1947).[21]
- 1922 - Santa Andrea de Barbarana, Treviso (Itàlia): Pierre Cardin,dissenyador de moda francès.[22]
- 1923 - Bnin, Polònia: Wisława Szymborska, poetessa polonesa, Premi Nobel de Literatura de l'any 1996 (m. 2012).[23]
- 1925 - Onalua, Sankuru, Kasai, Congo Belga: Patrice Lumumba, polític congolès (m. 1961).[24]
- 1930 - Anillaco, Argentina: Carlos Saúl Menem, president de l'Argentina (1989-1999).[24]
- 1942 - Ciutat de Mèxic, (Mèxic): Vicente Fox, president de Mèxic (2000-2006).
- 1945 - Villeneuve-le-Roi (França): Tony Duvert, escriptor i periodista francès, Premi Médicis de l'any 1973 (m. 2008).[25]
- 1946 - Nova York (EUA): Richard Axel, metge nord-americà, Premi Nobel de Medicina o Fisiologia de l'any 2004.[26]
- 1955 - Sittard (Països Baixos): Francine Houben, arquitecta holandesa.[27]
- 1985 - Deal, Nova Jersey, Estats Units: Ashley Tisdale, actriu, cantant i model estatunidenca.[28]
- 1986 - Nova York, Estats Units: Lindsay Lohan, actriu i cantant estatunidenca.

## Necrològiques
Països Catalans
- 1490 - València: Isabel de Villena, religiosa i escriptora valenciana protofeminista (n. 1430).[29]
- 1522 - Castelló d'Empúries, Empordà: Enric II d'Empúries, Comte d'Empúries i Lloctinent de Catalunya.
- 1855 - Barcelona, Josep Sol i Padrís, advocat, industrial, periodista i polític proteccionista català.
- 1911 - València: Teodor Llorente, poeta i polític valencià, màxim representant de la Renaixença valenciana.[30]
- 1933 - Barcelona: Eusebi Arnau i Mascort, escultor català (n. 1863).
- 1938 - Inca, Mallorca: Gabriel Buades i Pons, anarcosindicalista, assassinat pels insurrectes franquistes
- 1992 - Badalona, Barcelonès: Camarón de la Isla cantant espanyol de flamenc.[31]
- 2016 - Guayaquil: Montserrat Maspons i Bigas, promotora cultural catalana (n. 1921).[32]

Resta del món
- 1522 - Alcalá de Henares, Espanya: Antonio de Nebrija, humanista i gramàtic espanyol.
- 1566 - Selon de Provença, França: Nostradamus, escriptor profètic francès.
- 1621 - Londres, Regne d'Anglaterra: Thomas Harriot, astrònom, cartògraf i matemàtic.
- 1651 - París: Nicolas Caussin, jesuïta i teòleg francès
- 1743 - Compton Wynyates, Warwickshire, Anglaterra: Spencer Compton, primer ministre britànic (n. 1673?).[33]
- 1778 - Ermenonville, França: Jean-Jacques Rousseau, escriptor i pensador francès (n. 1712).[34]
- 1850 - Londres, Anglaterra: Sir Robert Peel, polític anglès, Primer Ministre del Regne Unit (n. 1788).[35]
- 1914 - Londres, Anglaterra: Joseph Chamberlain, empresari i polític anglès (n. 1836).[36]
- 1915 - París (França): José de la Cruz Porfirio Díaz Mori,va ser un heroi de guerra mexicà, president (després considerat dictador) que governaria Mèxic des de 1876 a 1911.[37]
- 1932 - Twickenham, Middlesex, Anglaterra: Manuel II de Portugal rei de Portugal (1908-1910).
- 1934 - presó de Stadelheim, Múnic, Alemanya: Ernst Röhm, polític i militar alemany, militant del Partit Nacional Socialista dels Treballadors Alemanys.
- 1937 - Howland Island, oceà Pacífic: Amelia Earhart, aviadora nord-americana (n. 1897).[38]
- 1940 - Bertram Shapleigh, compositor estatunidenc interessat en la cultura asiàtica.
- 1946 - Woodland Hills, Los Angeles, Califòrnia: Mary Alden, actriu de cinema mut nord-americana (n. 1883).[39]
- 1949 - Barvikha: Gueorgui Dimitrov Mikhàilov (en búlgar: Гео̀рги Димитро̀в Миха̀йлов), polític comunista búlgar, Primer Ministre de Bulgària entre 1946 i 1949 (n. 1882).[24]
- 1961 - Ketchum, Idaho, Estats Units: Ernest Hemingway, escriptor estatunidenc, Premi Nobel de Literatura de 1954.[40]
- 1977 - Montreux, Suïssa: Vladímir Nabókov, escriptor russoamericà.
- 1979 - Tver, Rússia: Larissa Iukhímivna Xepitko, directora de cinema, guionista i actriu soviètica ucraïnesa (n. 1938).[41]
- 1997 - Los Angeles, Califòrnia, Estats Units: James Stewart, actor estatunidenc.
- 2002 - París, Illa de França: Jean-Yves Daniel-Lesur, compositor francès (n. 1908).[42]
- 2004 - Lisboa: Sophia de Mello Breyner Andresen, poeta portuguesa, Premi Luís de Camões de 1999 (n. 1919).[43]
- 2008 - Madrid: Simone Ortega, autora de diversos llibres de cuina, entre els quals el popular 1080 recetas de cocina (n. 1919).[44]
- 2010 - Londres: Beryl Bainbridge, novel·lista i actriu de teatre anglesa (n. 1932).[45]
- 2013 - Atherton, Califòrnia, Estats Units: Douglas Engelbart, inventor i pioner de la computació estatunidenc.
- 2016 - Elena Sánchez Ramos, periodista espanyola

## Festes i commemoracions

### Santoral[46]

#### Església Catòlica[47]
- Sants al Martirologi romà (2011): Procés i Martinià de Roma, màrtirs (70); Liberat de Cartago i companys màrtirs (Bonifaci, Servus, Rústic, Rogat, Septimi, Màxim) (484); Monegunda de Chartres, vídua, anacoreta (554); Swithum de Winchester, bisbe (863); Lidà de Sezze, abat (1118); Bernardino Realino, monjo (1616).
  - Beats: Pere de Luxemburg, bisbe (1387); Eugénie Joubert, monja (1904).
- Sants: Acest de Roma, màrtir (64); Aristó, Crescencià, Eutiquià, Urbà, Vidal, Just, Felicíssim, Fèlix, Màrcia i Simforosa de Campània, màrtirs; Eutiqui de Roma, màrtir; Hisici, Amides, Amigradí, Arixos i Jocundianil·la, màrtirs de Mesopotàmia; Jacint de Frígia, màrtir; Quintí de Frígia, màrtir; Deodat de Milà; Adegrí de Beaume, monjo.
- Beats Oudoceu de Landaff, bisbe; Wiltruda de Hohenwart, abadessa (1081).
- Venerables: Leat de Provins, màrtir (1169); Jakob Friedrich Bussereau, prevere (1919).

#### Església Copta
- 25 Baoni: sants Bixoi, màrtir i Pere, màrtir; Judes Tadeu, apòstol; Pere IV d'Alexandria, patriarca (569).

Església Etíop
- Sant Ponci Pilat.

#### Església Ortodoxa (segons el calendari julià)
- Se celebren els corresponents al 15 de juliol del calendari gregorià.

#### Església Ortodoxa (segons el calendari gregorià)
Corresponen als del 19 de juny del calendari julià:
- Sants: sinaxi de Tots els Sants del Mont Atos; Tots els Sants de Rússia; Maria de Clopas, seguidora de Jesús; Zòsim de Pisídia, màrtir (110); Macari de Petra (s. IV); Zenó d'Egipte, eremita (s. IV); Paisi el Gran (400); Joan l'Eremita de Jerusalem (586); Barlaam de Vaga, monjo (1462); Job de Moscou, patriarca (1607); Païssi de Hilendar (segle xviii); Sergei Florinskij d'Estland, màrtir (1918); Parteni, bisbe màrtir (1937); Joan Maximòvitx, bisbe de Xangai (1966); Lleonci, arquebisbe de Xile (1971).

##### Església Ortodoxa Grega
- Asíncret de Constantinoble, màrtir.

##### Església Ortodoxa Romanesa
- Sant Esteve III de Moldàvia, príncep.

#### Església Evangèlica d'Alemanya
- Georg Daniel Teutsch, bisbe (1893).